# 盖斯波尔赛姆
盖斯波尔赛姆（法語：Geispolsheim，法語發音：[ɡaispɔlsaim] ⓘ）是法国下莱茵省的一个市镇，属于斯特拉斯堡区。

## 地名
由于语源问题，该地名“Geispolsheim”拼读方式不符合法语正字法，其标准发音为[ɡaispɔlsaim]，根据实际发音其应译作“盖斯波尔赛姆”，《世界地名译名词典》将其纯按法汉译音表误译作“热斯波尔塞姆”。

## 地理
盖斯波尔赛姆（48°30'54"N, 7°38'47"E）面积21.95 平方千米，位于法国大東部大區下莱茵省，该省份为法国大陆部分最东部的省份，是阿尔萨斯的一部分，今与上莱茵省组成了阿尔萨斯欧洲集体，其南至上莱茵省，西南接孚日省和默尔特-摩泽尔省，西接摩泽尔省，北与德国接壤。
与盖斯波尔赛姆接壤的市镇（或旧市镇、城区）包括：奥斯特瓦尔德、布莱赛姆、恩赛姆、费格赛姆、因迪赛姆、伊尔基什-格拉芬什塔登、林戈尔赛姆、利普赛姆。
盖斯波尔赛姆的时区为UTC+01:00、UTC+02:00（夏令时）。

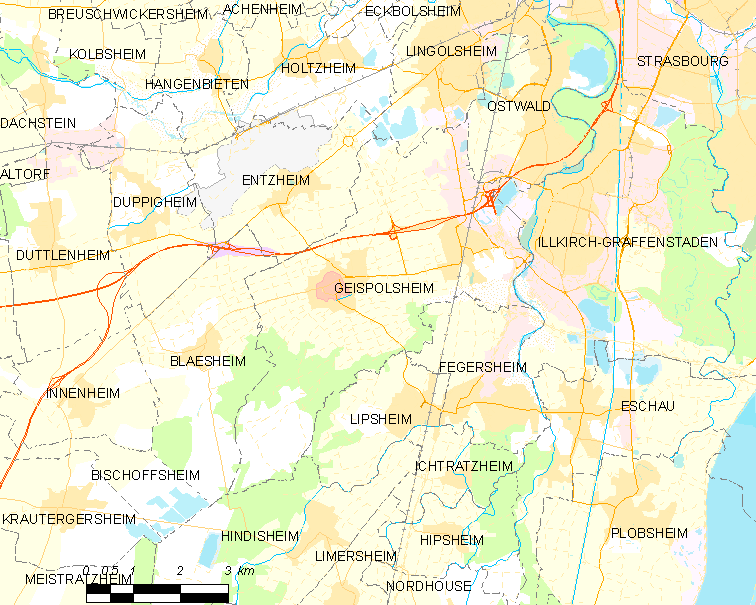
盖斯波尔赛姆的OSM定位图

## 行政
盖斯波尔赛姆的邮政编码为67118，INSEE市镇编码为67152。

## 政治
盖斯波尔赛姆所属的省级选区为林戈尔赛姆县。

## 人口

1962-2008年间盖斯波尔赛姆人口变化图示

盖斯波尔赛姆于2022年1月1日时的人口数量为7759人。